# Asunción Gómez-Pérez
Asunción Gómez-Pérez (* 3. September 1967 in Azuaga (Spanien)) ist eine spanische Informatikerin, die sich auf Künstliche Intelligenz und Sprache spezialisiert hat.

## Studium
Asunción Gómez-Pérez beendete 1991 ihr Informatikstudium an der Universidad Politécnica de Madrid als Licenciada en Informática. 1993 promovierte sie in Informatik und Künstlicher Intelligenz. Gleichzeitig schloss sie ein Masterstudium in Betriebswirtschaft und Management ab. Zwischen 1994 und 1995 forschte sie am Knowledge Systems Laboratory der Stanford University über Ontologie.

## Berufliche Tätigkeit
Seit 2007 hat Asunción Gómez-Pérez den Lehrstuhl für Künstliche Intelligenz an der Universidad Politécnica de Madrid inne. Ihr Name erscheint auf der Liste der 2 % der weltweit meistzitierten Wissenschaftler aller Wissensgebiete (Stanford World Ranking), die im Oktober 2021 von der Universität Stanford veröffentlicht wurde. Ihre Arbeit konzentriert sich auf drei Bereiche: Ontology Engineering, Semantic Web und Linked Data. Im Bereich Ontology Engineering beschäftigt sie sich insbesondere mit der Untersuchung von Lexika. Das Plenum der Real Academia Española wählte sie als die erste Informatikerin und Spezialistin für künstliche Intelligenz im April 2022 zum ordentlichen Mitglied.

## Auszeichnungen
- Seit 2016 ist sie Vizerektorin für Forschung, Innovation und Promotionsstudien an der Universidad Politécnica de Madrid[2] und Fellow der Europäischen Akademie der Wissenschaften (EurAsc).
- 2018 Know Square Award für vorbildliche Outreach-Arbeit.[3]
- 2015 ARITMEL Award, UPM Annual Research Award,
- 2015 UPM Annual Research Award
- Ada Byron National Award for Female Technologist[4]
- 2022 Ernennung zum Akademiker der Real Academia de la Lengua, Besetzung des Stuhls „q“.[5]
- Premio Profesional, ingeniera informática 2023[6]

## Privates
Asunción Gómez-Pérez ist verheiratet und hat drei Töchter.